# 拉格比足球會
拉格比足球會（Rugby Town F.C.）是一支位於英格蘭拉格比的職業足球會，目前於英格蘭北部超級聯賽甲組中角逐。

## 外部連結
- Club website （页面存档备份，存于）
- Football Club History Database （页面存档备份，存于）